# سیارک ۳۰۶۳

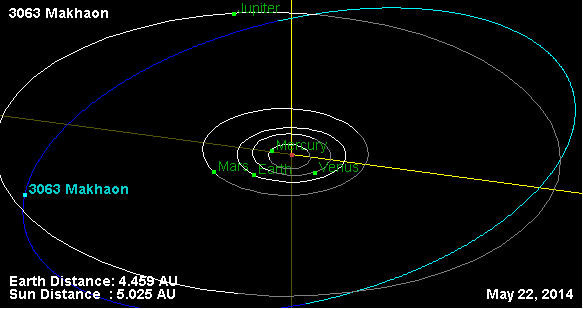
نمایی از محل قرارگیری سیارک ۳۰۶۳ در مدار – ۲۰۱۴

سیارک ۳۰۶۳ (به انگلیسی: 3063 Makhaon، نامگذاری:1983PV) سه هزار و شصت و سومین سیارک کشف شده‌است که در ۴ اوت ۱۹۸۳ کشف شد.
قدر مطلق سیارک برابر ۸٫۶۰ است.